# Phyllomyza milnei
Phyllomyza milnei is een vliegensoort uit de familie van de Milichiidae. De wetenschappelijke naam van de soort is voor het eerst geldig gepubliceerd in 1942 door Steyskal.